# زنان در الجزایر
زنان در الجزایر در جریان جنگ استقلال در سال ۱۹۶۲ دوشادوش مردان وارد نبرد شدند و به دنبال آن احساس جدیدی در زمینه هویت خاص زنان پدید آمد و تا حدودی مورد قبول مردان قرار گرفتند. پس از استقلال، آزادی به دست آمده توسط زنان حفظ شد و زنان هر چه فعالانه تر در تشکیل دولت جدید شرکت کردند. کشور الجزایر یک کشور بالنسبه لیبرال محسوب می‌شود و وضعیت زنان منعکس‌کننده این موضوع است. برخلاف کشورهای دیگر منطقه، مساوات زنان در قوانین الجزایر و قانون اساسی این کشور به ثبت رسیده است. آن‌ها می‌توانند رأی بدهند و برای مناصب سیاسی کاندیدا شوند.

## ازدواج و زندگی خصوصی

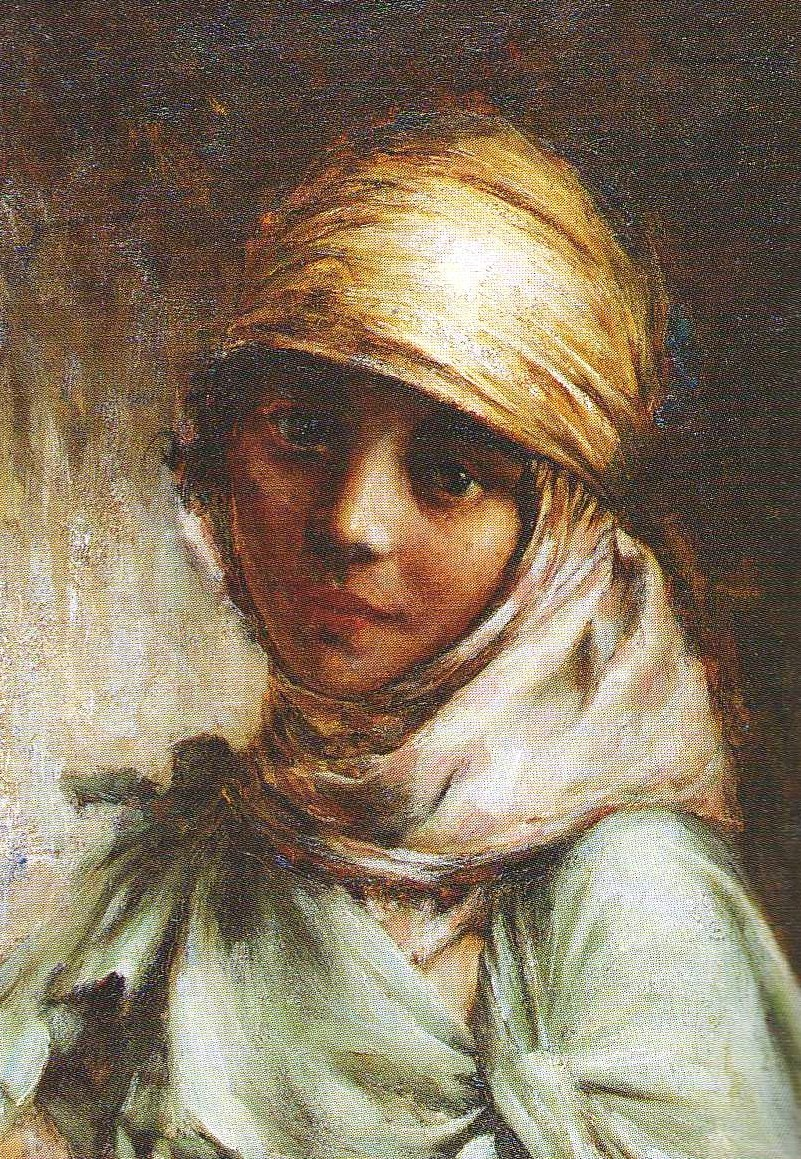
تصویر نقاشی شده یک زن جوان الجزایری قبل از ۱۹۱۰

سن قانونی ازدواج برای زنان ۱۸ و برای مردان ۲۱ سال است. اکثر زنان الجزایری مانند دوران‌های گذشته که تحت حاکمیت فرانسه بودند متأهل و دارای خانواده هستند، این به دلیل نوع تربیت آن‌ها و الزام شغلی و همچنین تغییر وضعیت اجتماعی این کشور است.

## استفاده از حجاب
استعمارگران فرانسوی با استفاده از حجاب توسط زنان مخالفت می‌کردند ولی زنان الجزایری آن را سمبل ارزش‌ها و اعتقادات ملی و دینی خودشان می‌دانستند و فرانسویان نیز به‌طور برنامه‌ریزی شده‌ای سیاست ضعیف کردن این اعتقادات را پیش می‌بردند. در عکس‌العمل به این فشارهای فرانسویان و نشان دادن دشمنی شان با آنها، زنان هر چه بیشتر از حجاب استفاده می‌کردند.

## تحصیلات و شغل

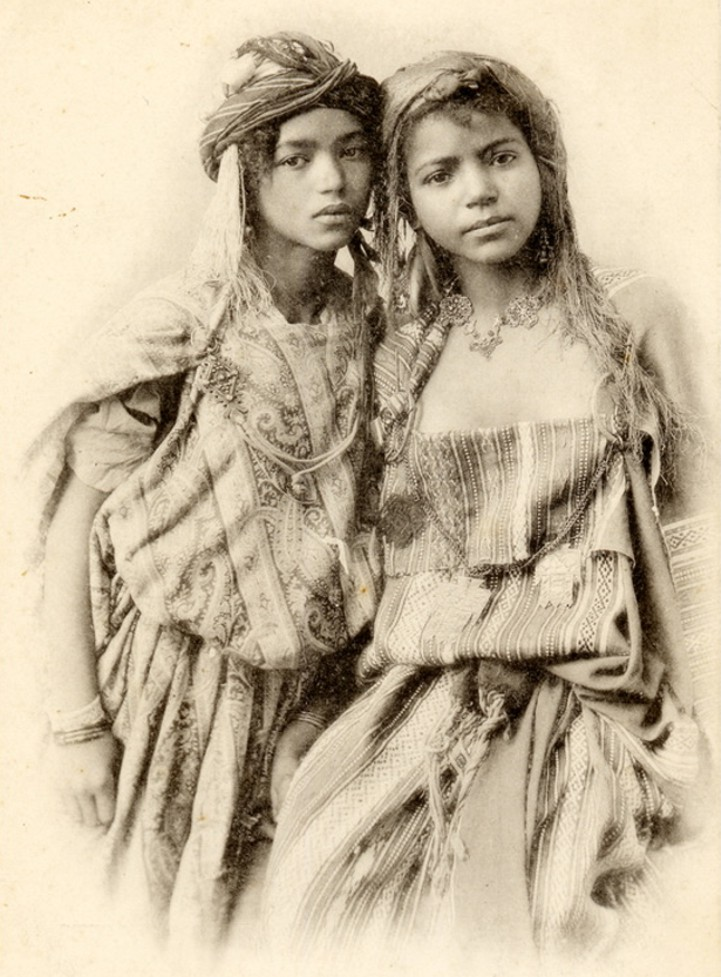
تصویر دو زن الجزایری قبل از سال ۱۹۰۶.

قبل از استقلال الجزایر، تعداد مادران الجزایری که قادر به خواندن و نوشتن بودند بسیار کم بود و این نتیجه ممنوعیتی بود که فرانسویان در زمینه آموزش برای زنان الجزایری ایجاد کرده بودند. آثار این سیاست خودش را بعد از استقلال نیز به صورت کم بودن زنان با سواد بالای ۴۰ سال نشان می‌داد.
بعد از استقلال، زنان الجزایری نسبت به سایر زنان در کشورهای مجاور و دیگر کشورهای آفریقایی از حقوق بیشتری برخوردار بودند، حقوقی نظیر ارث، اجازه طلاق، سرپرستی اطفال، تحصیلات و شغل. زنان ۷۰ درصد از وکلا را در الجزایر تشکیل می‌دهند و ۶۰ درصد اطباء و پرستاران و متخصصین از زنان هستند.
شراکت زنان در زمینه تأمین مخارج خانوادگی بیشتر از مردان است. از سال ۲۰۰۷، ۶۵ درصد دانشجویان دانشگاه‌ها را زنان تشکیل می‌دهند که بیش از ۸۰ درصد آن‌ها امکان به دست آوردن شغل بعد از فارغ‌التحصیلی را دارند. زن الجزایری در زمینه رانندگی خودروهای کرایه ای و کامیون به نسبت سایر کشورهای آفریقایی در رتبه اول قرار دارد و تعداد آن‌ها در نیروهای پلیس و مناصب امنیتی روز بروز بیشتر می‌شود.

## نقش زنان در جنگ الجزایر
زنان در جنگ استقلال الجزایر وظایف مختلفی بعهده داشتند. اکثر زنان مسلمان که نقش فعالی در این زمینه داشته‌اند وابسته به جبهه آزادیبخش الجزایر (FLN) بوده‌اند. فرانسویان نیز در زمینه فعالیت‌های نظامی، زنان مسلمان را بکار می‌گرفتند ولی فعالیت‌های آن‌ها به گستردگی و کیفیت مأموریت‌هایی که زنان الجزایری انجام می‌دادند نبود. بر اساس آمار ثبت شده، تعداد زنان شرکت‌کننده در جنگ استقلال الجزایر به ۱۱۰۰۰ تن می‌رسیده‌است، البته آمار واقعی ممکن است خیلی بیشتر از این بوده باشد.

زنان شرکت‌کننده در این جنگ دو دسته بودند، زنان تحصیل کرده و با سواد که حدود ۲۰ درصد را تشکیل می‌دادند و زنان کم سواد و روستایی که سواد کاملی در زمینه خواندن و نوشتن نداشتند و این دسته حدود ۸۰ درصد بقیه را تشکیل می‌دهند. زنان دسته دوم در همان مناطقی که سکونت داشتند برای جبهه آزادیبخش عملیات می‌کردند.

زنان در جریان انقلاب در زمینه‌های مختلفی فعالیت می‌کردند. «زنان در اشکال مختلف از قبیل جاسوس، گدا، پرستار و سر آشپز فعالانه عمل می‌کردند» «زنان در زمینه‌های جابجایی، ارتباطات و امور پشتیبانی به مردان رزمنده کمک می‌کردند، کاری که برای مردان به دلیل محدودیت‌هایی که در ترددات داشتند به‌سادگی مقدور نبود».

هر چند زنان هم در فعالیت‌های عملیاتی و هم در فعالیت‌های پشت جبهه شرکت داشتند ولی اکثر فعالیت‌های آن‌ها در زمینه‌های غیر عملیاتی بود. این زنان غالباً زنان ساکن مناطق روستایی و علفزارها بودند، گرچه کم بودن میزان شرکت آن‌ها در عملیات‌ها بمعنای کاهش اهمیت فعالیت‌های آن‌ها نیست.